# Campeonato Mundial Feminino de Xadrez de 1931
A Campeonato Mundial Feminino de Xadrez de 1931 foi a terceira edição da competição organizada pela FIDE e realizada em Praga entre os dias 11 e 26 de julho, conjuntamente as Olimpíadas de xadrez.

## Tabela de resultados[7]
| # | Jogador               | 1   | 2   | 3   | 4   | 5   | Total |
| - | --------------------- | --- | --- | --- | --- | --- | ----- |
| 1 | TCH Vera Menchik      | xx  | 1 1 | 1 1 | 1 1 | 1 1 | 8     |
| 2 | AUT Paula Wolf-Kalmar | 0 0 | xx  | 0 1 | 0 1 | 1 1 | 4     |
| 3 | ENG Agnes Stevenson   | 0 0 | 1 0 | xx  | 1 ½ | 1 0 | 3½    |
| 5 | SWE Katarina Beskow   | 0 0 | 1 0 | 0 ½ | xx  | 1 0 | 2½    |
| 4 | GER W. Henschel       | 0 0 | 0 0 | 0 1 | 0 1 | xx  | 2     |